# أمزيزل
امزيزل هي قرية أمازيغية مغربية وجماعة قروية وسط غربي المغرب. تنتمي امزيزل لإقليم ميدلت بجهة درعة تافيلالت. تضم هذه الجماعة القروية 6.443 نسمة (إحصاء 2004).